# Mont Scenery
Le mont Scenery, en anglais Mount Scenery, est un dôme de lave situé sur Saba, une île des Antilles et commune des Pays-Bas à statut particulier.

## Situation

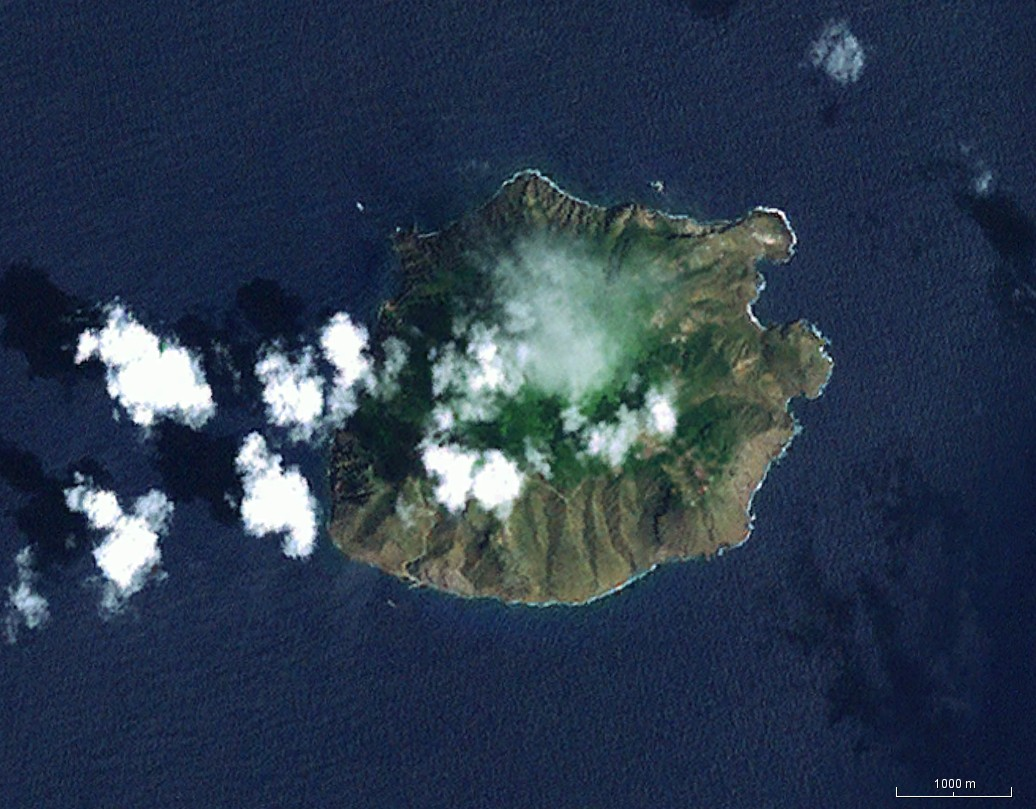
Image satellite de Saba avec le mont Scenery au centre.

C'est le point culminant du royaume des Pays-Bas, et des Pays-Bas stricto sensu depuis la dissolution des Antilles néerlandaises le 10 octobre 2010 avec 870 mètres d'altitude. C'est aussi le volcan le plus septentrional des Antilles. La montagne est recouverte sur ses flancs d'une forêt tropicale secondaire et des acajous poussent près du sommet, qui est le plus souvent recouvert de brouillard.

## Histoire
Sa dernière éruption remonte à environ 1640 et s'est traduite par des explosions produisant des nuées ardentes. Il est encore considéré comme potentiellement dangereux.

## Ascension
Le sommet est accessible par un sentier de 1 064 marches, qui commence au village de Windwardside.

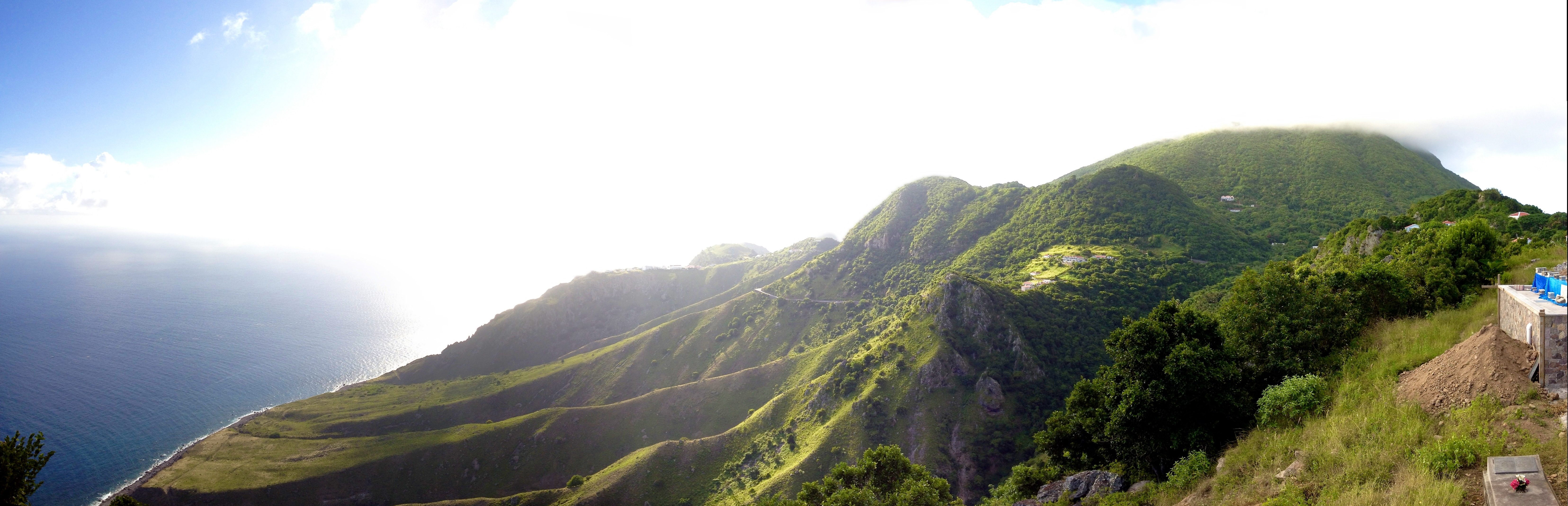
Vue sur le versant sud du mont Scenery en direction de Saint-John depuis Booby Hill (Windwardside).